# Autographa divisa
Autographa divisa är en fjärilsart som beskrevs av Dahl 1926. Autographa divisa ingår i släktet Autographa och familjen nattflyn. Inga underarter finns listade i Catalogue of Life.